# Хемпель, Хорст
Хорст Хемпель (нем. Horst Hempel; 3 февраля 1910, Кёнигсберг, Германская империя — 6 июня 1990, Дюссельдорф, ФРГ) — унтершарфюрер СС, блокфюрер и секретарь в концлагере Заксенхаузен.

## Биография
Хорст Хемпель родился 3 февраля 1910 года в семье кузнеца. После посещения народной школы с 1924 по 1928 год обучался на часовщика и впоследствии работал в качестве подмастерья в кёнигсбергский мастерской. В 1933 году был зачислен в ряды СС. В 1935 году переехал в Баварию, где в начале 1937 года сдал экзамен на звание мастера. В апреле того же года получил должность заведующего мастерской в магазине часов в Дюссельдорфе. 1 мая 1937 года вступил в НСДАП (билет № 4589031).
После прохождения военной подготовки в отрядах СС «Мёртвая голова» в Лихтерфельде был классифицирован как непригодный для военной службы. В начале 1940 года был отправлен в охранный батальон концлагеря Заксенхаузен. В апреле 1941 года был переведён в штаб комендатуры. В апреле 1941 года был назначен секретарём канцелярии в отделении «превентивного ареста». Согласно показаниям свидетелей, Хемпель бил заключённых железным прутом. Осенью 1941 года участвовал в массовом убийстве более 10 000 советских военнопленных. В феврале 1945 года принимал участие в крупной лагерной селекции, в ходе которой 14 000 заключённых были или убиты в Заксенхаузене, или высланы в лагеря уничтожения. За его участие в отборах от заключённых получил прозвище «ангел смерти».
В конце войны попал в американский плен, но потом был передан британским войскам. В июне 1946 года был отдан советским военным органам. 31 октября 1947 года был приговорён советским военным трибуналом за соучастие в убийстве советских военнопленных к пожизненному заключению и принудительным работам. Наказание отбывал в Воркутлаге.
В начале 1956 года Хемпель в качестве неамнистированного военного преступника вернулся в ФРГ. По возвращении жил в Дюссельдорфе, где работал часовщиком. 19 сентября 1960 года предстал перед земельным судом Дюссельдорфа. 15 октября 1960 года за пособничество в убийстве был приговорён к 5 годам заключения. С учётом заключения в СССР ему не пришлось отбывать наказание.